# مسجد محمد (صيني قالا)
مسجد محمد هو مسجد واقع في المدينة القديمة، في شارع ميرزا منصور 42. تم إنشاء المسجد في القرن 10.

## تاريخه
تم إنشاء مسجد محمد - مسجد صينيق قالا خلال عامين 1078-1079 م. هو واحد من أقدم المساجد الذي يقع في عصرنا بباكو.

وفي 26 يونيو 1723م تضررت مأذنة المسجد بسبب إطلاق المدفعية التابعة للقيصر الروسي - بطرس الأول النيران على مدينة باكو. وتم بعد ذلك في أوساط الشعب إطلاق «صينيق قالا» (القلعة المكسرة)على المأذنة التي تحملت لقذيفة المدفع كبرج القلعة. يتكون المسجد من الطابقين: طابق أرضي وطابق تحت الأرض.

## معرض صور

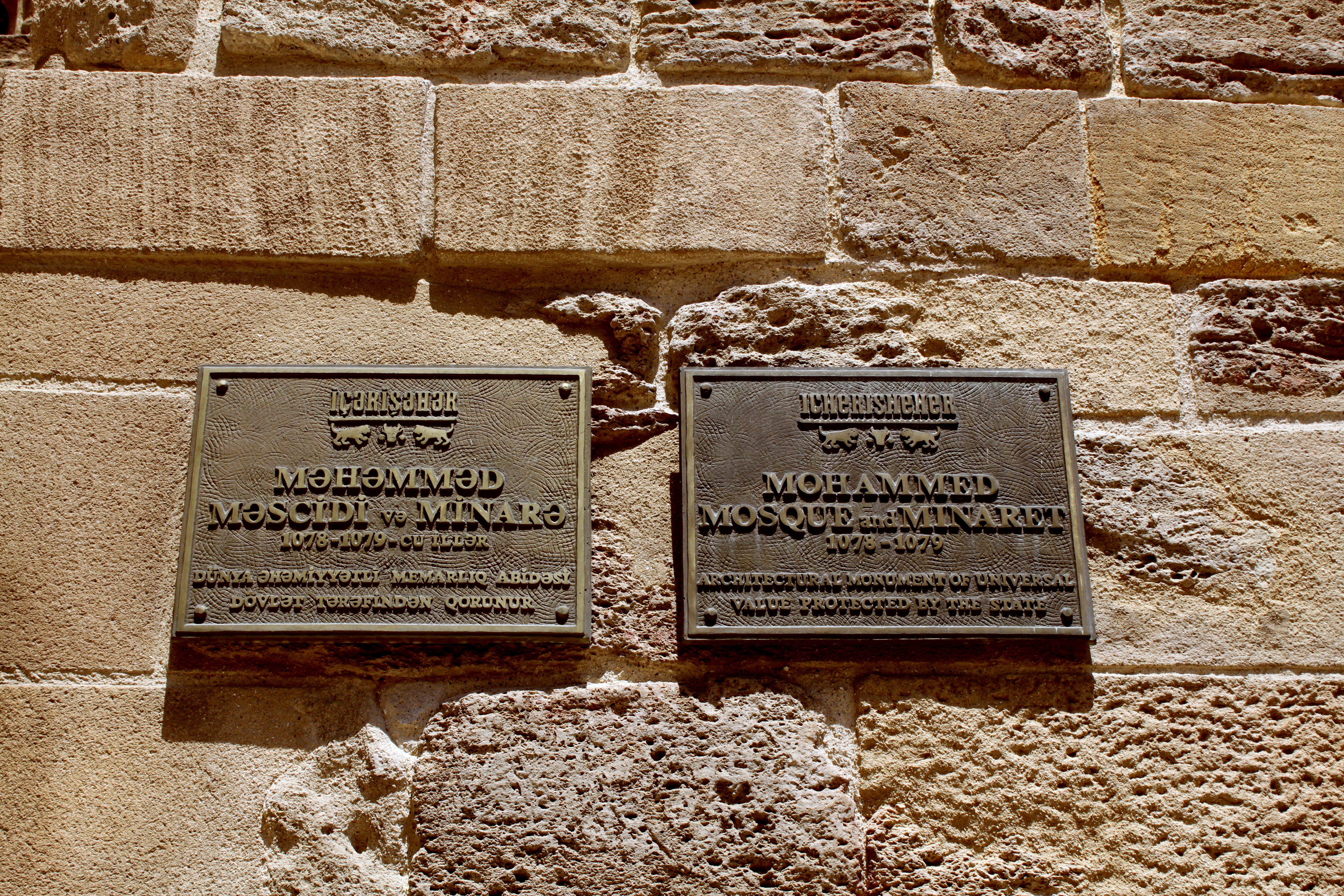
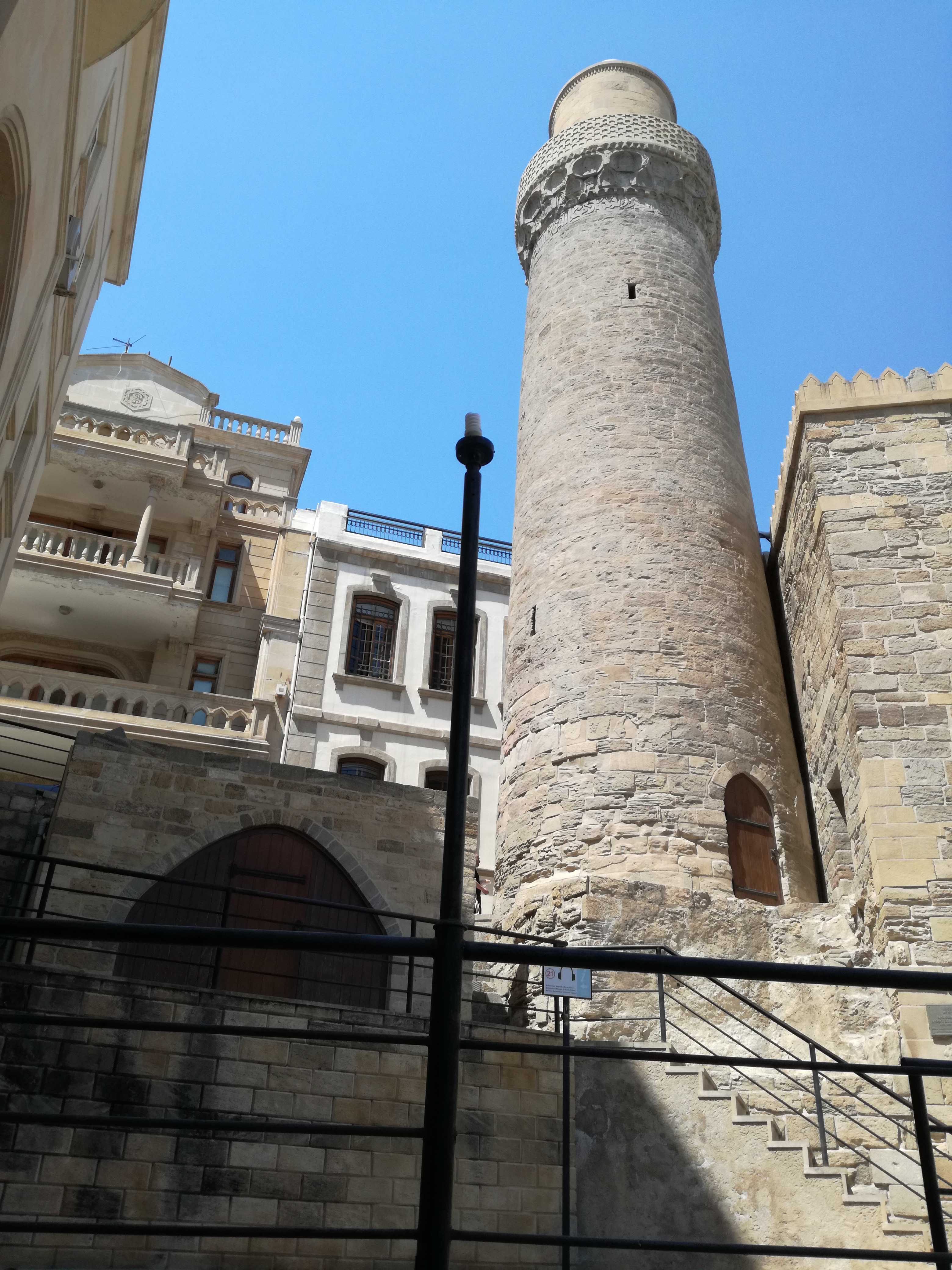
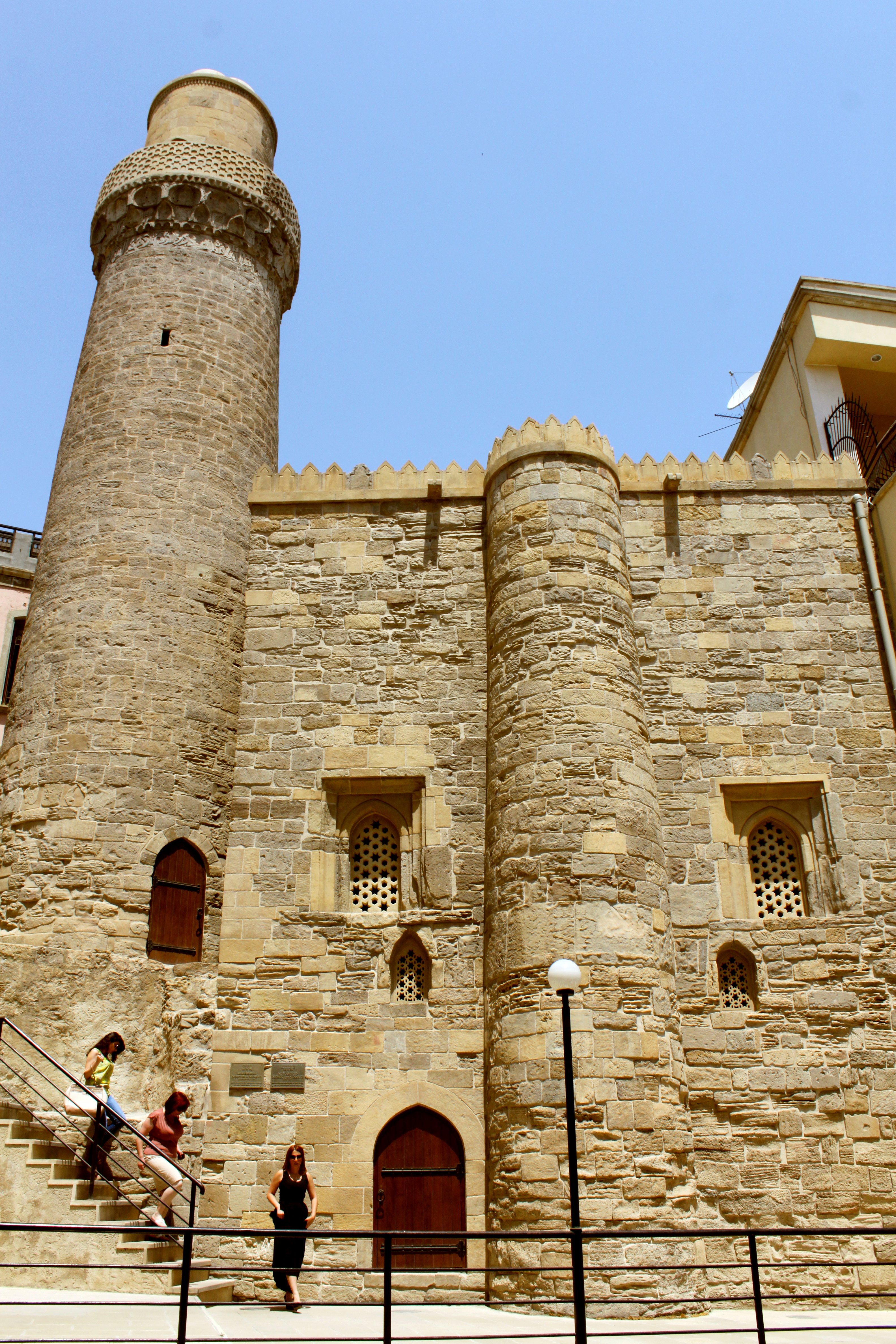
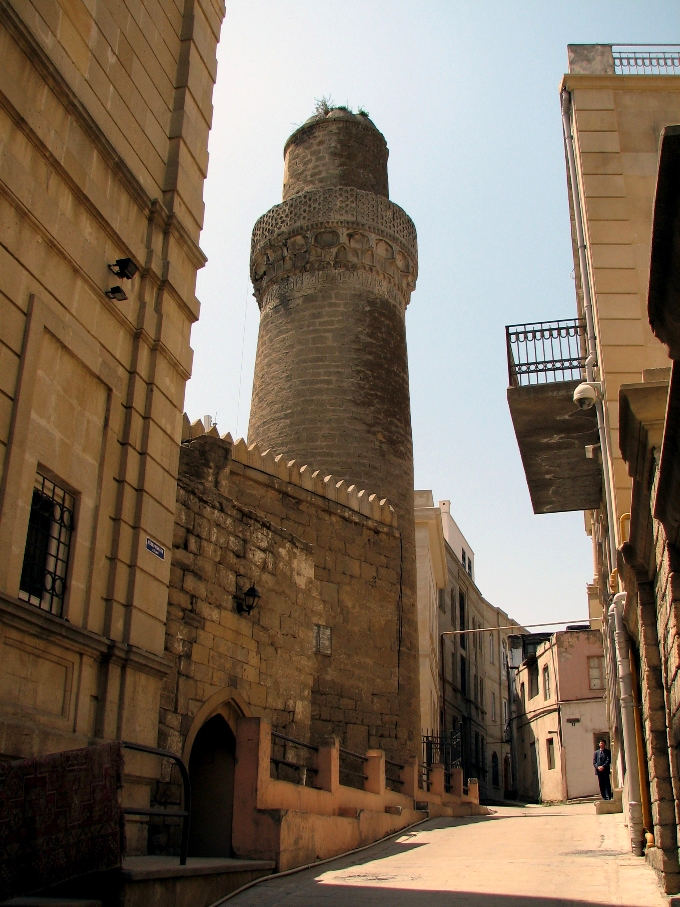
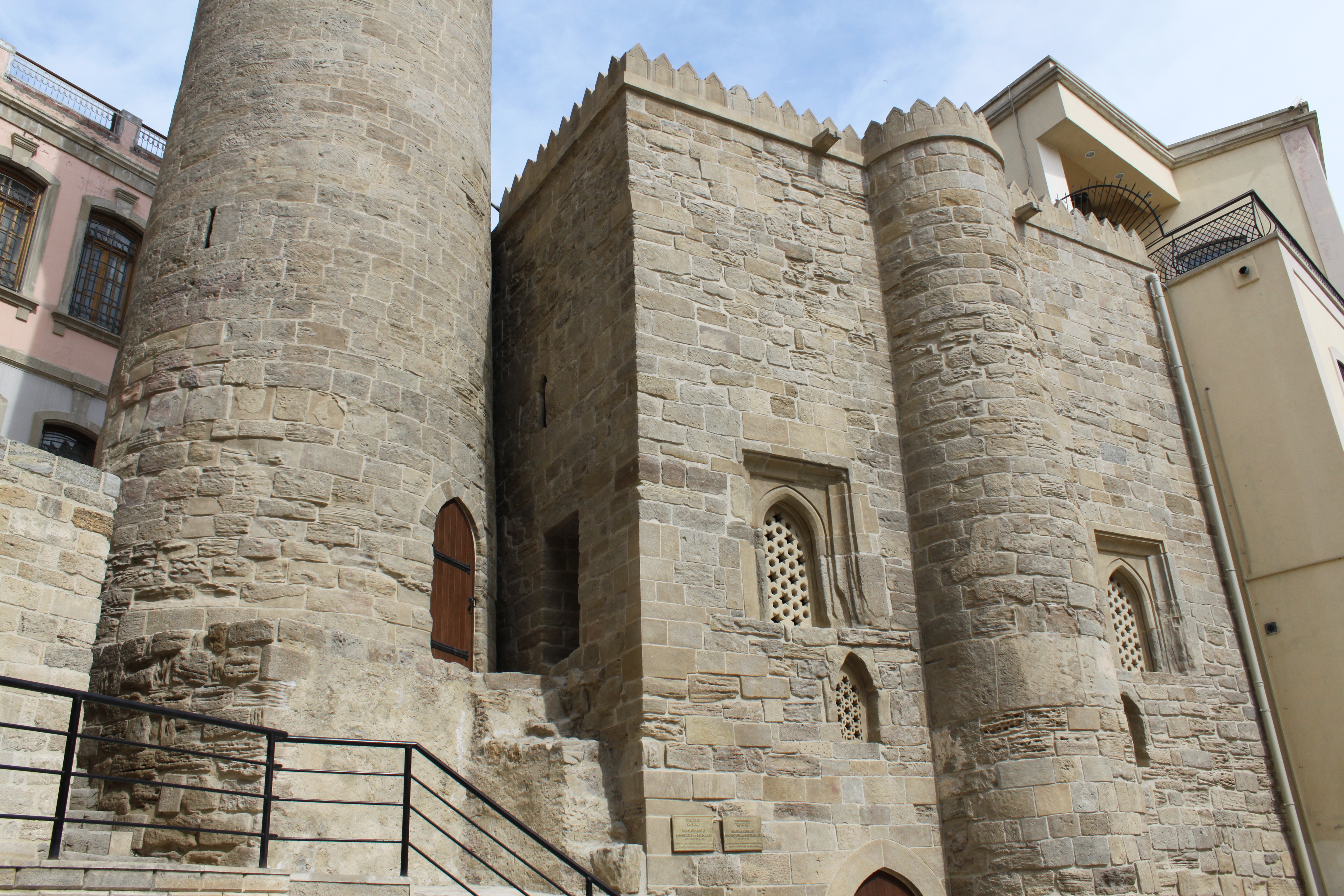
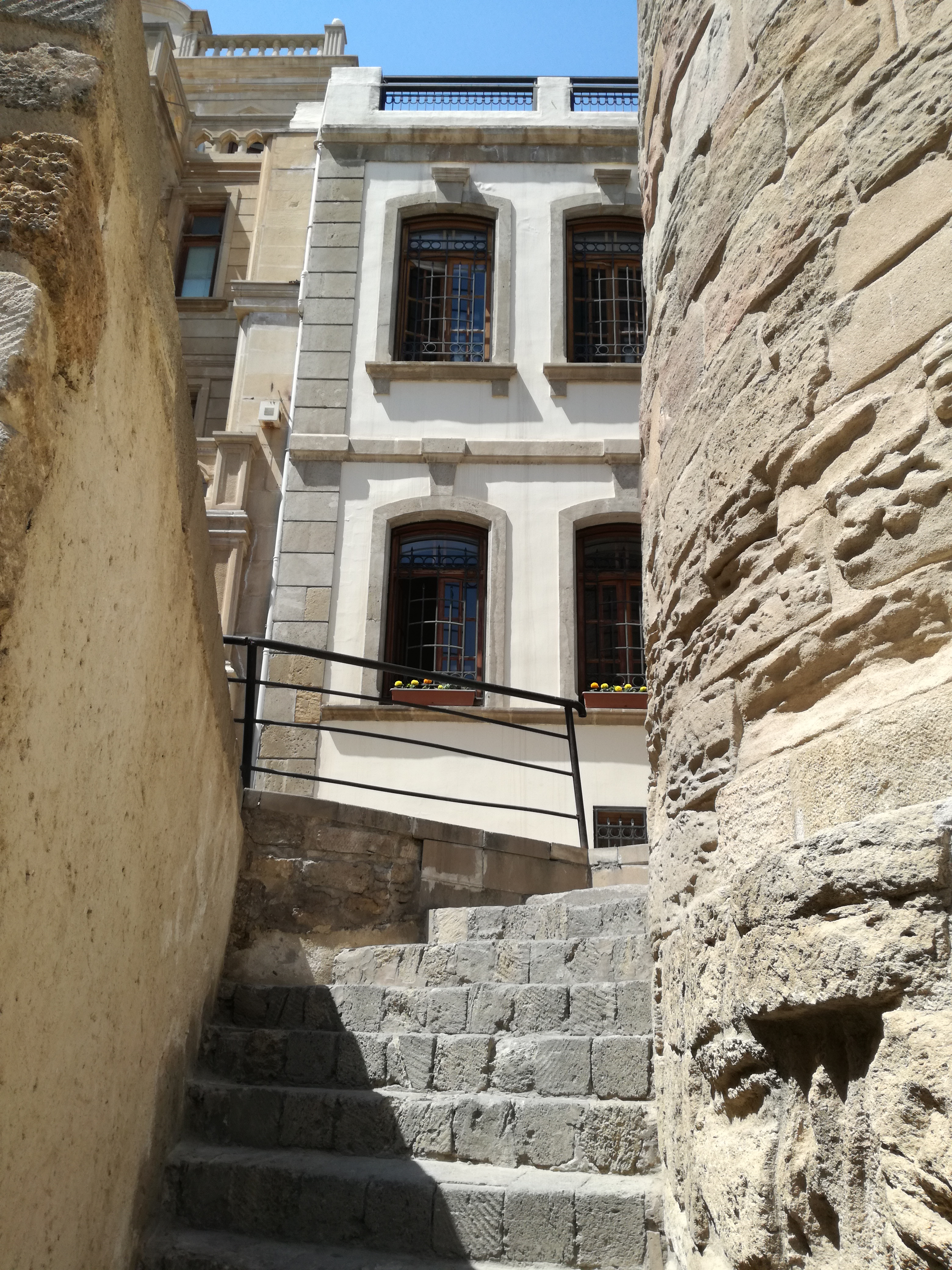
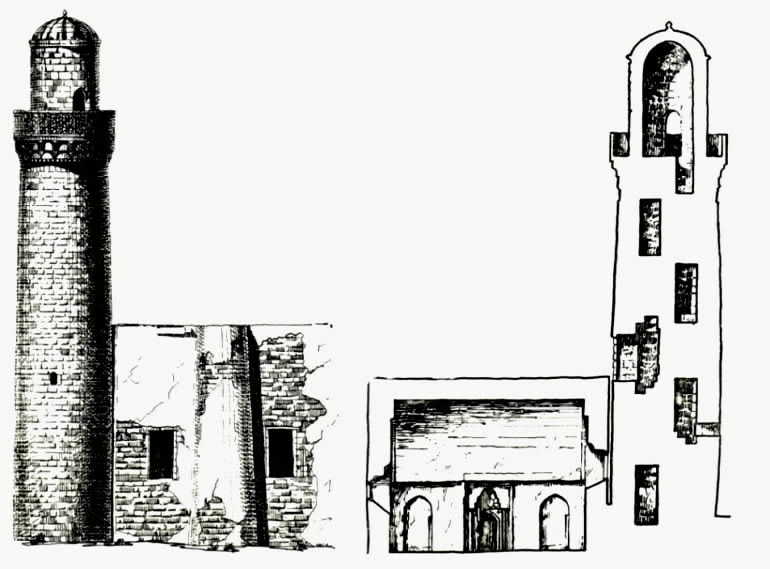
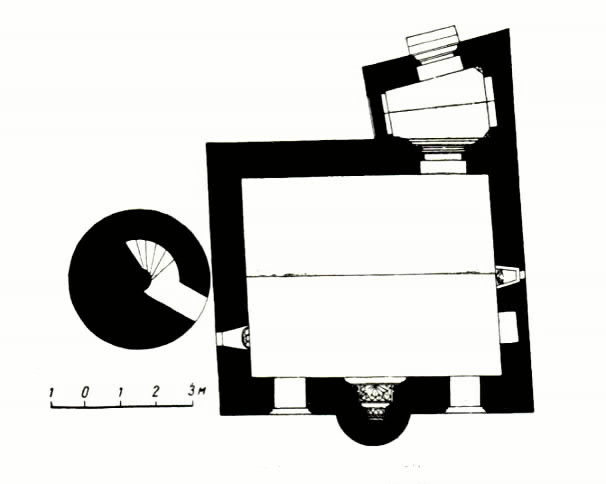
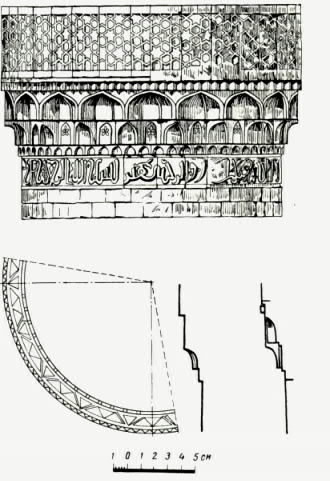
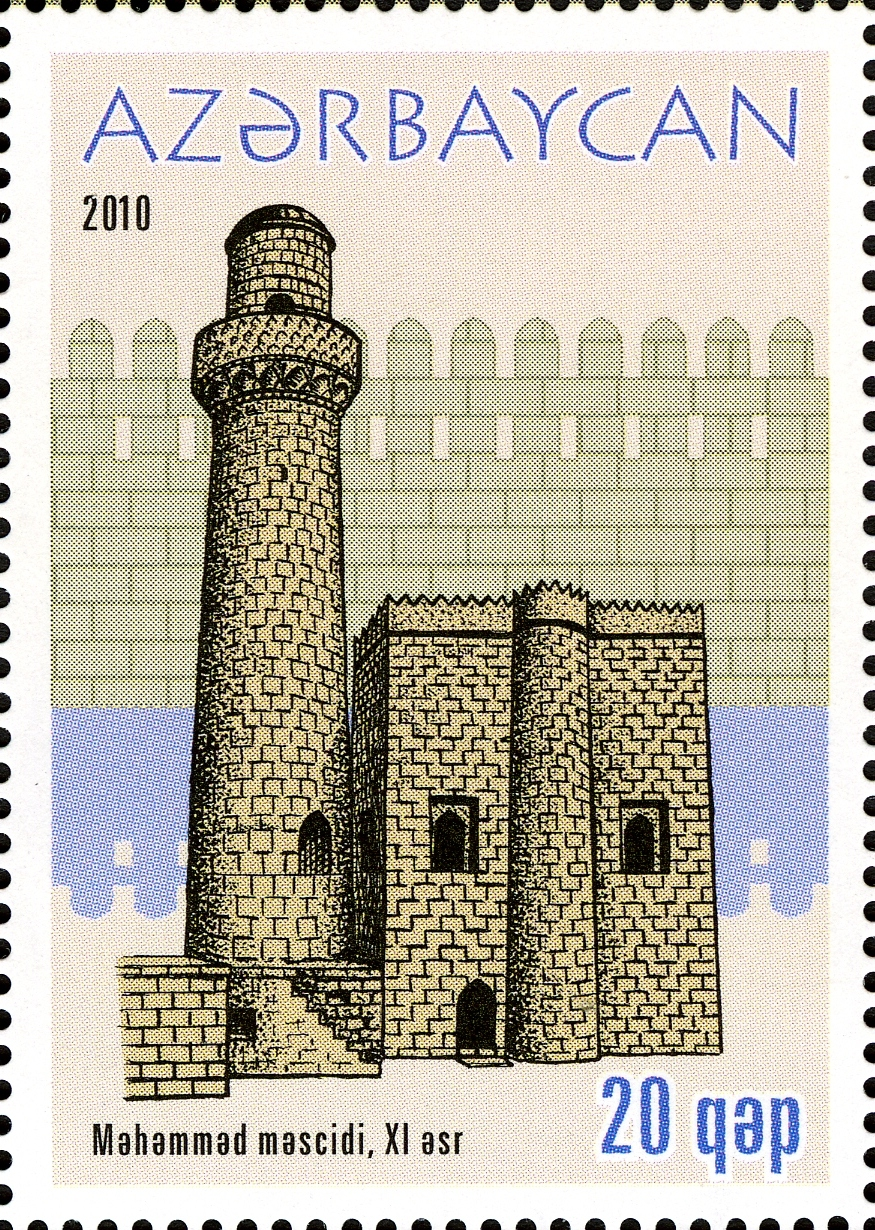
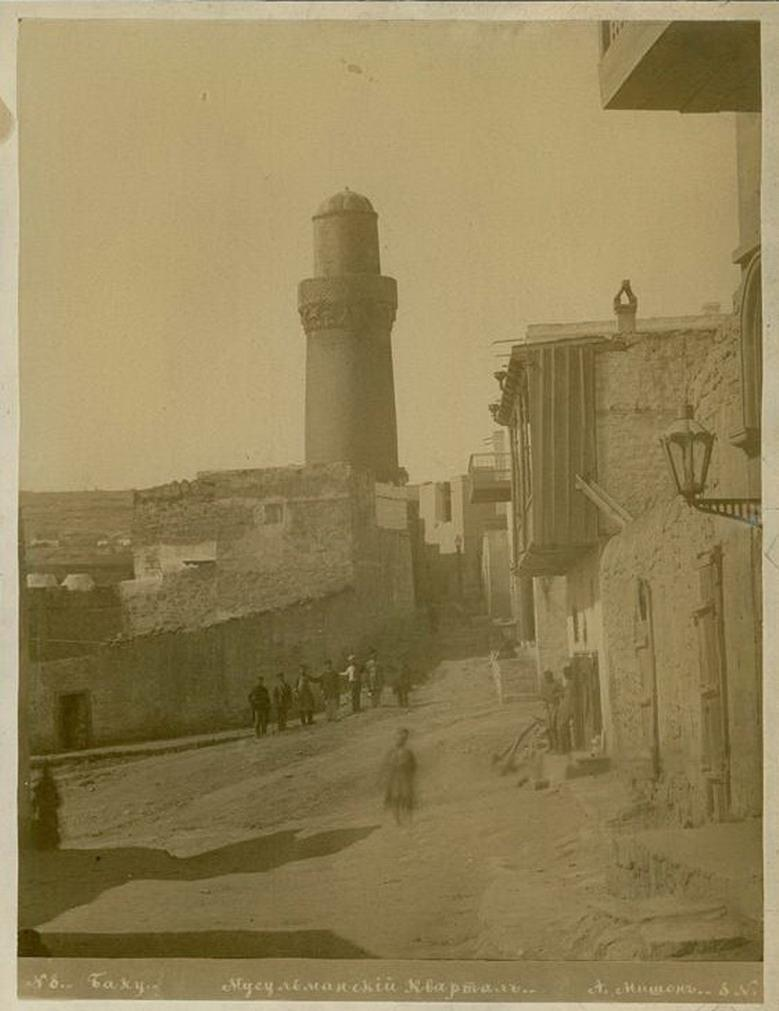
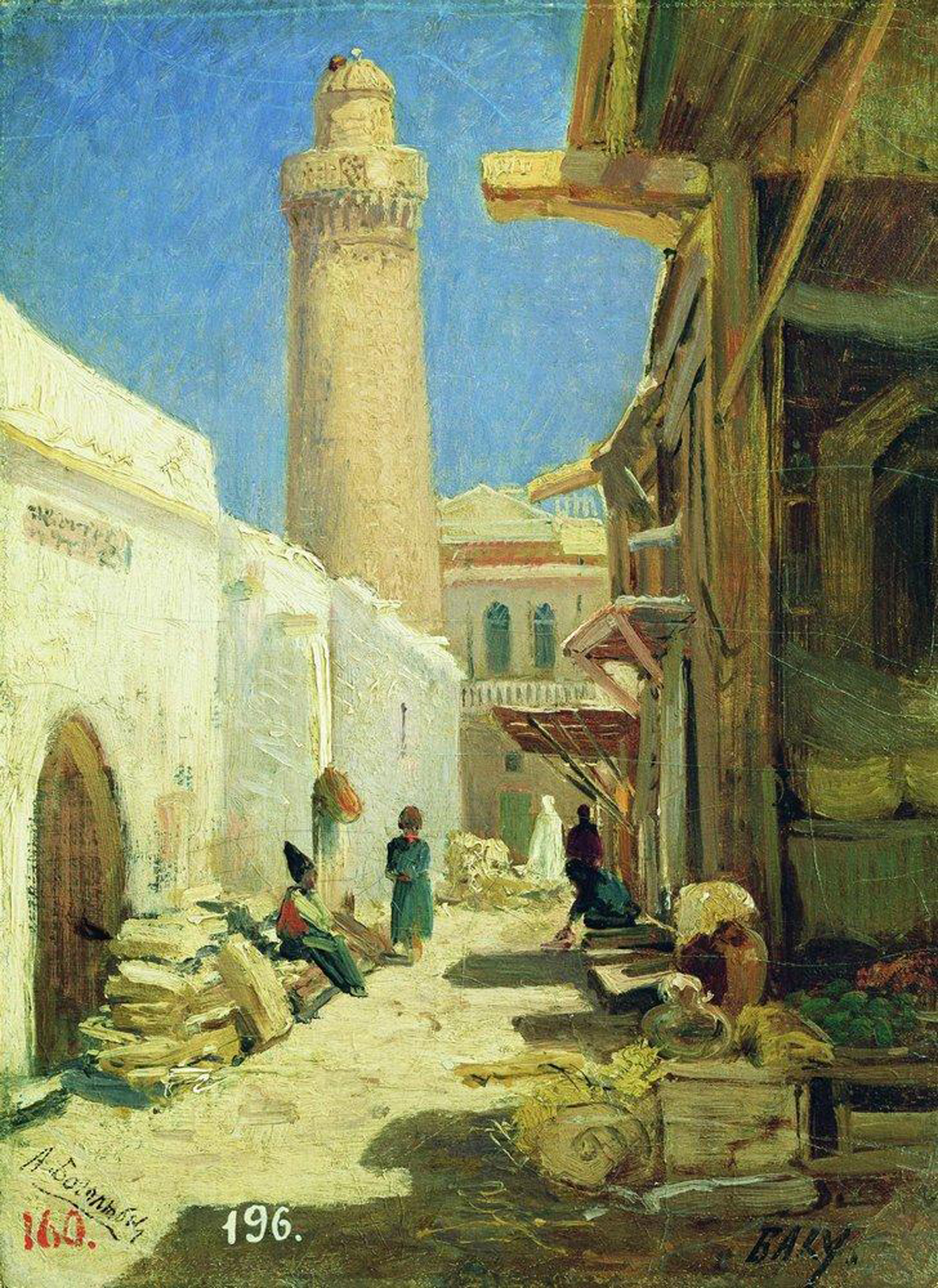